# Josef Eichler
Josef Eichler (* 7. November 1987) ist ein deutscher Basketballspieler. Von 2014 bis 2021 stand er bei den White Wings Hanau unter Vertrag.

## Laufbahn
Eichler begann im Alter von 15 Jahren in der Nachwuchsabteilung des FC Bayern München mit dem Basketballsport. Sein Jugendtrainer war sein Bruder Georg. Unter dessen Leitung wurde der FCB deutscher U18-Vizemeister, Josef war bester Punktesammler der Mannschaft. 2006 gewann er mit Bayerns Herrenmannschaft den Meistertitel in der ersten Regionalliga Süd-Ost, wieder war sein Bruder der Trainer.
Nach zwei Jahren beim Regionalligisten HSB Landsberg, wo sich Eichler unverzüglich als Leistungsträger hervortat, nahm er 2008 das Angebot des Bundesliga-Aufsteigers Giants Nördlingen an, für den er 2008/09 18 BBL-Spiele bestritt, und blieb nach dem Abstieg aus der Basketball-Bundesliga ein weiteres Jahr in Nördlingen.
In der Saison 2010/11 spielte Eichler bei Science City Jena in der 2. Bundesliga ProA, zeitweilig wieder unter seinem Bruder Georg als Cheftrainer. 2011 kehrte er nach Nördlingen zurück, die Mannschaft ging mittlerweile in der 2. Bundesliga ProB ins Rennen.
2014 wechselte Eichler von Nördlingen zu einem anderen ProB-Verein, den White Wings Hanau, die 2015 eine Lizenz für die ProA erhielten. Er kam in der Saison 2018/19 im Schnitt auf 5,6 Punkte pro Spiel, stieg mit Hanau aber aus der 2. Bundesliga ProA ab. Eichler bestritt bis 2021 insgesamt 181 Einsätze (1377 Punkte, 705 Rebounds) für Hanau. Im Sommer 2021 kehrte er nach Nördlingen (2. Regionalliga) zurück. Eichler gelang mit der Mannschaft in der Spielzeit 2020/21 der Gewinn der Meisterschaft (in allen Saisonspielen ungeschlagen) und damit der Aufstieg in die 1. Regionalliga.